# Albert Châtelet
Albert Châtelet (Valhuon, 24 ottobre 1883 – Parigi, 30 giugno 1960) è stato un politico francese.
Nel 1905 entrò all'École Normale Supérieure, dove si laureò in matematica diventando dal 1908 insegnante della stessa materia in vari licei. Professore universitario dal 1913, l'anno seguente si trasferì a Lilla dove divenne docente di algebra e di meccanica nella locale universitaria e École centrale de Lille a partire dal 1921; all'interno dell'ateneo divenne rettore magnifico nel 1924: in questa veste egli propose un modo nuovo, più "aperto" e meno autoritario, di spiegare le lezioni agli studenti e per questo divenne molto popolare tra gli alunni.
Dal 1937 al 1940 fu preside della facoltà di scienze all'università di Parigi. Collaborò agli esperimenti fisici di Jean Cabannes e prese il suo posto come presidente dell'Unione degli scienziati francesi. Durante la Seconda guerra mondiale non collaborò con gli invasori nazisti e al termine del conflitto si interessò di politica fondando con altri il Partito Razionalista, che nonostante il nome non superò mai il rango di mero movimento ideologico.
Eletto deputato nel 1955, tre anni dopo si candidò come indipendente di sinistra (fu sostenuto dall'Unione delle forze democratiche, un partito della gauche non comunista che ebbe vita breve) alla presidenza della Francia ma ottenne solo l'8,46% dei voti.